# Cárcar
Cárcar település Spanyolországban, Navarra autonóm közösségben. Cárcar Andosilla, Sartaguda, Lodosa, Sesma és Lerín községekkel határos. Lakosainak száma 1140 fő (2024).

## Népesség
A település népessége az elmúlt években az alábbi módon változott:
| Lakosok száma | 1264 | 1118 | 1199 | 1176 | 1121 | 1081 | 1038 | 1069 | 1124 | 1140 |
|               | 2001 | 2004 | 2007 | 2009 | 2012 | 2014 | 2017 | 2019 | 2022 | 2024 |